# أيديولوجية تنظيم الدولة الإسلامية (داعش)
أيديولوجية تنظيم الدولة الإسلامية أو مذهب تنظيم الدولة الإسلامية يشير إلى الموقف اللاهوتي والسياسي الإسلامي فقد فكر تنظيم الدولة الإسلامية في إقامة مركز خلافته في المقام الأول في العراق وسوريا. وتستند أيديولوجيتها على السلفية الجهادية  كما نسبت أيديولوجيتها إلى التنظيمات الإسلاموية، والوهابية، كما أن ليس جميع أعضاء تنظيم داعش على بينة من فكر الجماعة التي تدعمها. ويعَرف موقع بي بي سي فكر الجماعة بأنه تنظيم «إسلامي متطرف»، حيث يهدف إلى إقامة «الخلافة»، وهي دولة يحكمها زعيم سياسي وديني واحد وفقا للشريعة الإسلامية، وعلاوة على ذلك، فإن بي بي سي يضيف أن الأعضاء هم من الجهاديين الذين ينتمون إلى تفسير متطرف للإسلام ويعتبرون أنفسهم المؤمنين الحقيقين الوحيدين، وهم يرون أن بقية العالم يتكون من الكفار الذين يسعون لتدمير الإسلام وذلك لتبرير الهجمات ضد غيرهم من المسلمين وغير المسلمين على حد سواء.

## إيديولوجية الدولة السلفية
تشهد المنطقة العربية منذ عقود عديدة ظاهرة صعود الحركات السياسية الإسلامية، ومنها على وجه التحديد الحركات الراديكالية التي تعرف بالحركات الأصولية. وقد تصاعدت وتيرة الحراك السياسي والجهادي لهذه الحركات التي تدعي العمل لبناء الدولة الإسلامية أو إعادة بناء نظام الخلافة الإسلامية طوال سنوات.
وتلجأ الجماعات الإسلامية الأصولية إلى أعمال العنف في محاولة منها لتحقيق مقاصدها ومآربها، وهو الأمر الذي يكثر ويتسع نطاقه على أرض الواقع تحت ستار تطبيق أحكام الشريعة في الجهاد من أجل بناء نظام إسلامي، مع ما يعنيه ذلك وفق أنصار هذا الفكر من ضرورة القصاص[ ؟ ] والعقاب في مواجهة بقية الخلق من غير المسلمين، أو بمعنى أصح من غير المؤمنين، فبدلاً من الاحتكام إلى مقولة لا إكراه في الدين ، تعمد هذهِ الفرق أو المجموعات إلى التكفير وإصدار الأحكام بالإدانة والتجريم والردة على قاعدة سلوك خيار الحرب واستعمال القوة المسلحة والقسرية اعتقاداً منها بأن ما تقوم بهِ أقرب ما يكون إلى الجهاد الذي خاضهُ المسلمون الأوائل في زمن الدعوة وفي عصر الفتوحات الإسلامية.
وتعرف صحيفة الجارديان أفكار التنظيم بأنها مماثلة لتنظيم القاعدة أو النسخة السعودية السلفية من التمسك بالمبادئ الإسلامية الأساسية 
، إن داعش تبث رعب الشريعة لإلغاء مفهوم الشريعة السمحاء إذ لا تسامح تسمح بهِ ولا إمكانية لتفعيل آيات الحوار والجدال والتعارف في القرآن فإلإمكانية الوحيدة المتاحة للعيش في ظل هذهِ الدولة الإسلامية هي الطاعة المطلقة لأفكار وتطبيقات الدولة الإسلامية المراد أقامتها على جميع بقاع ومناطق ودول الكرة الأرضية

## الجذور الأيديولوجية لتنظيم الدولة الإسلامية
شكَّل تنظيم القاعدة بقيادة أسامة بن لادن ذروة تطور التنظيمات الجهادية التي صقلها الجهاد في أفغانستان، واتسعت لطيف واسع من الأفكار الجهادية التي تطورت خلال مراحل امتدت من الثمانينات إلى حين تسلَّم أيمن الظواهري مسؤوليتها، وما أعقب ذلك من انشقاق «لتنظيم الدولة الإسلامية» عنها وإعلانه أبا بكر البغدادي أمير التنظيم خليفة على المسلمين في دولة العراق والشام. يقر تنظيم الدولة بموافقته لتنظيم القاعدة في الأصول والقواعد لكنه يختلف معه في تنزيلها، ويرى أن الظواهري قد انحرف عن منهج القاعدة الجهادي لأنه لا يكفِّر قادة الإخوان المسلمين خاصة بعد أن حكم مرسي في مصر وفق النهج الديمقراطي، ويحمِّلونه مسؤولية انشقاق أبي محمد الجولاني بجبهة النصرة عن تنظيم الدولة الإسلامية. في حين تتهم القاعدة تنظيم الدولة «بالتشدد» وبالجهل في تنزيل أحكام الجهاد على الجماعات والأفراد، وأنهم يبالغون في القتل والتكفير.
وحسب ما جاء في تقرير لمركز الجزيرة للدراسات انطلاقا من فرضية تقول بوحدة الجذور الأيديولوجية لتنظيمي القاعدة وتنظيم الدولة الإسلامية، فكلاهما ينتميان بجذورهما الدينية إلى التيارات الجهادية المهاجرة التي تضم طيفًا واسعًا من المجموعات والشخصيات التي ترمز القاعدة إليها وتمثل فكرتها، وما تنظيم الدولة إلا انشقاق أو نتوء من القاعدة من وجه، لكنه حتمًا تطور طبيعي لها من وجه آخر. إلى هذا الحد قد يمكن تلخيص الإطار الأيديولوجي العام لفكر التنظيم لكنه لا يكشف عن خصائصه، لاسيما وأن مساره العملي يُظهر تباينات واضحة مع القاعدة، واستطاع ببعض العناوين الدينية والجهادية التي تميزه أن يتوسع وأن يجذب عشرات آلاف المقاتلين إلى صفهِ، وهو ما لم تنجح القاعدة به أو لم تعمل به على الأقل.
وحسب ماجاء على موقع جريدة النهار أن «تنظيم داعش» مر في عدة مراحل قبل أن يصل إلى ما هو عليهِ اليوم، فبعد تشكيل جماعة التوحيد والجهاد بزعامة أبي مصعب الزرقاوي في عام 2004، تلى ذلك مبايعته لزعيم تنظيم القاعدة السابق أسامة بن لادن ليصبح تنظيم القاعدة في بلاد الرافدين. وكثف التنظيم من عملياته إلى أن جاء في عام 2006 ليخرج الزرقاوي على الملأ في شريط مصور معلنا عن تشكيل مجلس شورى المجاهدين بزعامة عبدالله رشيد البغدادي، وبعد مقتل الزرقاوي في الشهر عينه، جرى انتخاب أبي حمزة المهاجر زعيما للتنظيم، وفي نهاية السنة، تأسست دولة العراق الإسلامية بزعامة أبي عمر البغدادي.
وفي 19 نيسان 2010 قتلت القوات الأميركية والعراقية أبي عمر البغدادي وأبي حمزة المهاجر وبعد حوالي عشرة أيام، انعقد مجسل شورى الدولة ليختار أبي بكر البغدادي خليفة لهُ والناصر لدين الله سليمان وزيراً للحرب.
وفي تاريخ التاسع من نيسان سنة 2011، ظهر تسجيل صوتي منسوب لأبي بكر البغدادي يعلن فيه أن جبهة النصرة في سوريا هي امتداد لدولة العراق الإسلامية، واعلن فيها إلغاء اسمي جبهة النصرة ودولة العراق الإسلامية تحت مسمى واحد وهو الدولة الإسلامية في العراق والشام، لكن «جبهة النصرة» رفضت الالتحاق بهذا الكيان الجديد.

## الخوارج
لقد تبرأ علماءالسنة، بما في ذلك السلفيين ومفتي الجهاد مثل عدنان عرعور وأبو بصير الطرطوسي، من هذا التنطيم واعتبروا هذه الجماعات لا تمت بصلة لأهل السنة، حيث وصف الأزهر عناصر هذه الجماعة بأنهم «خوارج وبغاة»، وقال إنه «يجب على ولاة الأمر قتالهم ودحرهم».
ورفض بعض أعضاء تنظيم جبهة النصرة تسميتهم بالخوارج حيث قال الشامي في بيان نشر على صفحات تستخدمها جبهة النصرة لتمرير بياناتها ومعلومات عملياتها، على موقع التواصل الاجتماعي، وموقع تويتر ونقلته "سي إن إن": "إننا لا نرى أن جماعة داعش كفاراً ولا مرتدين، بل إن ما ندين الله به أنهم إخواننا في الدين حصل من بعضهم بغي على المسلمين، ولا نطلق صفة الخوارج على تنظيم الدولة بكافة عناصره...

فرد من تنظيم الدولة الإسلامیة یقوم بتحطيم الأثار الحضارية في متحف الموصل

## سياسة الدولة الإسلامية
القتل الجماعي
- الإيمان بأنه يجب القضاء على أي ديانة أخرى غير الديانات السماوية الثلاث وهي اليهودية والمسيحية والإسلام (على طريقة داعش فقط)، حتى لو أدى ذلك إلى إفناء الملايين، كما أنه يجب قتل كل مسلم يؤمن بحكم الديموقراطية، وهذا يعني قتل عشرات الملايين من المسلمين، فالديموقراطية وضعها بشر وتطبيقها يؤدي إلى عدم تطبيق شرع الله حسب اعتقادهم.[17] وكان تنظيم «داعش» أعلن عبر تسجيل فيديو 13 يونيو/حزيران 2014 عن قيامه بتصفية 1700 عراقي من مجندي القوة الجوية في قاعدة سبايكر في تكريت.وعرض الشريط المسجل مشاهد يظهر فيها المسلحون وهم يقتادون المئات من الشبان العزل في تكريت في شاحنات، كما بث صورا لإعدام العشرات من الأسرى بشكل جماعي.[18] وكشف وزير حقوق الإنسان في العراق عن وجود مقابر جماعية لمدنيين في مدينة الموصل،(405 كم شمال بغداد)، التي تخضع لسيطرة تنظيم داعش منذ العاشر من حزيران 2014، فيما أن المقابر تضم رفاتا تعود لمسيحيين ويزيديين قتلهم التنظيم.[19] وأعلنت وزيرة الصحة العراقية أن السلطات انتشلت 470 جثة من المقابر الجماعية التي عثر عليها على مشارف تكريت.[20]

تدمير الإرث الحضاري
- هدم متحف الموصل والنمرود الذي يضم قطعا أثرية تعود لآف السنين وهدم معالم نينوى الأثرية وخربها في مدينة الموصل وما حولها في اسوأ جريمة بشعة تتعرض لها المنطقة في العاشر من حزيران/ يونيو الماضي وتدمير آثار النمرود جنوب شرقي الموصل أيضا.[21]
- تدمير بوابة نركال بأكملها التي تعود للفترة الآشورية منذ الآف السنين وتماثيل للملك سنحاريب تعود للحضارات القديمة كالحضارة الآشورية والسومرية والأكدية التي كانت متواجدة في أروقة المتحف وكانت تعرض لطلبة قسم الآثار في جامعة الموصل.[22]
- تدمير الثور المجنح الموجود في بوابة نركال الأثرية في مدينة الموصل، وهو يعد رمز من رموز الحضارة الآشورية التي ازدهرت في العراق وامتدت سيطرتها حتى وادي النيل، إن تمثال الثور المجنح هو تمثال ضخم يبلغ طوله 4.42 مترا، ويزن أكثر من 30 طنا بجسم ثور وجناحي نسر ورأس إنسان.
- تفجير جزءا من سور نينوى التاريخي الذي يعود للحضارة الآشورية بعد تفخيخه بالمتفجرات وتهديمه، ويعتبر سور نينوى من الآثار المميزة في الشرق الأوسط عامة والعراق خاصة، وشاهدا على عظمة الحضارة الآشورية وقوتها منذ آلاف السنين.
- حرق آلاف الكتب والمخطوطات في المبنى المركزي لمكتبة الموصل في منطقة الفيصيلة وسط المدينة، وحرق محتوياتها من الكتب والوثائق والمخطوطات التي بينها مؤلفات نادرة.[23]

وقال السكان لوكالة الأنباء الألمانية (د.ب.أ) إن تنظيم داعش سحب مئات دواوين الشعر العربي والكتب الأخرى التي تتحدث عن الغزل والغرام وأحرقها في سوق شارع النجيفي وسط الموصل بعد إعلان التنظيم، أن تداول هذه الكتب حرام وعلى أهالي مدينة الموصل عدم قراءة هذا النوع من الكتب.
تغيير أوقات الصلاة بالموصل
- حيث أزيلت الساعات الإلكترونية من المساجد، التي كانت تحدد وفقها مواقيت الصلاة، والاعتماد على الرؤية الشرعيةبدلاً عنها، وبينت المصادر أن صلاة الفجر تقدمت على وقتها الأصلي بـ12 دقيقة بينما الفروض الأربعة الأخرى تقدمت على توقيتاتها الأصلية بـ3 دقائق في الموصل.[25]

دينار داعش
سك التنظيم في عام 2016 عملات نقد جديدة لتكون العملة الرسمية للدولة، وهي عملات معدنية لثلاث فئات وهي الدينار الذهبي والدرهم الفضي والفلس النحاسي  ويزن الدينار الذهبي الواحد 4,25 غراماً من الذهب، وفي عام 2016 حدد التنظيم سعره بـ192،5 دولاراً، وفئة الخمسة دنانير بـ694$، بينما الدرهم الفضي يضاهي دولاراً واحداً، والعشرون فلس يقارب 13 سنت.

## المرأة في تنظيم داعش
أصدر داعش بياناً يستعرض فيه بالتفصيل دور النساء في التنظيم الجهادي وجاء فيه:
- أن «السن الشرعي» لزواج الفتيات من المقاتلين هو تسع سنوات مع التشديد على دورهن كزوجات وأمهات وربات منزل.
- وجوب ملازمة المرأة للمنزل حيث تؤدّي دورها كربة منزل وزوجة وأم، مع توجيه انتقادات حادة للنساء الغربيات ومفاهيم حقوق الإنسان عن المساواة بين الرجل والمرأة.
- يجب أن يبدأ تعليم الفتاة بسن السابعة على ألا يستمر إلى ما بعد سن الـ15، بحسب البيان، ويجب أن تركّز المناهج الدراسية إلى حد كبير على الدراسات الدينية الإسلامية، واللغة العربية القرآنية، وتعلُّم قواعد الطهو الأساسية والخياطة ومهارات أخرى، بهدف تحضير المرأة لدورها المحوري في قلب الأسرة.
- يشير البيان إلى أنه لا داعي لأن "تتنقّل المرأة هنا وهناك للحصول على شهادات وما إلى هنالك كي تحاول أن تثبت أنها أكثر ذكاء من الرجل.
- توضح الوثيقة أنه بعد الزواج، «دور المرأة هو أن تبقى محجوبة عن الأنظار ومحجّبة، وأن تحافظ على المجتمع من وراء حجابها».
- تُحظَر عمليات التجميل حظراً مطلقاً، وكذلك الثقوب في الجسم أو «تدلّي أشياء من الأذنَين»، ويُمنَع حلق الشعر في بعض الأماكن، أما متاجر الأزياء وصالونات التجميل فهي من عمل إبليس.[28]
- بيع النساء (السبايا) نشر التنظيم رسالة على شكل مرسوم يحدد فيها أسعار من وصفهم السبايا من النساء، يرجع تاريخها إلى 21 ذى الحجة 1435. وأشارت الرسالة وفقا لموقع اليوم السابع الذي نشر الرسالة، إلى أن سوق بيع الغنائم والنساء قد شهد انخفاضاً كبيراً، وهو ما يؤثر على إيرادات التنظيم وتمويل ما اسمتهم بالمجاهدين فيها[29] ، فبحسب تقرير صدر عن الأمم المتحدة، حوّل تنظيم «الدولة الإسلامية» 1500 امرأة وبنت قاصرة وأيضا بعض الشبان إلى «عبيد»، حتى أن بعض النساء تم بيعهن كسبايا.[30]
- الأمر بختان جميع الفتيات والنساء اللواتي تتراوح أعمارهن بين 11 و46 عاماً في العراق[31]، حذرت الأمم المتحدة، من أن 4 ملايين امرأة في العراق يواجهن خطر تشويه أعضائهن التناسلية، بعدما أمر تنظيم الدولة الإسلامية في العراق والشام بختان جميع الفتيات والنساء في الموصل، وقالت جاكلين بادكوك، منسقة الشؤون الإنسانية للأمم المتحدة في العراق، إن "هذا المرسوم لم يسبق له مثيل إذا أن عادة ختان الإناث ليست منتشرة في العراق.[32]

## ممارسات ضد المرأة
- بحسب ما نقل موقع ديلي ميل عن مسؤوول في الأمم المتحدة "أحرق عناصر من داعش على فتاة عمرها 20 عاماً وهي حية بعد أن رفضت المشاركة في عمل جنسي ومنحرف وشاذ.[33]